# Ghosts (band)
Ghosts was een Britse band uit Cranleigh die bestond uit Simon Pettigrew (zang, gitaar), Jonny Harris (drums), Robbie Smith (basgitaar) en Mark Treasure (keyboards). De band was genomineerd voor de “Sound of 2007” van de BBC en haalde met de nummers “Stay The Night” en “The World Is Outside” de Top 40 van de UK Singles Chart. In 2007 werd het album The World Is Outside uitgebracht. 
De muziek van Ghosts kan omschreven worden als post-Britpop en werd o.a. vergeleken met Keane, Delays,  Eskobar, The Bluetones, The Feeling en The Charlatans.

## Geschiedenis
Na jaren in wisselende samenstellingen te hebben opgetreden bracht de band onder de naam Polanski tussen 2002 en 2004 enkele singles en ep's uit. Later werd de bandnaam veranderd in Ghosts en kreeg de band een platencontract bij Atlantic Records. In 2007 kwam het album The World is Outside uit, met daarop o.a. de singles “The World is Outside” en “Stay the Night”. Door een juridische strijd met de platenmaatschappij was het voor Ghosts in de twee daaropvolgende jaren echter niet mogelijk om nieuwe muziek op te nemen.
Ondanks diverse pogingen om een comeback te maken zonder keyboardspeler Mark Treasure  (in 2011 werden bijvoorbeeld nog enkele demo’s van nieuwe nummers op MySpace geplaatst) werd in 2012 bekendgemaakt dat de band alsnog besloten had uit elkaar te gaan.
De band stond op diverse grote Britse festivals en verzorgde tevens het voorprogramma van Keane tijdens het laatste concert van hun tournee naar aanleiding van het album Under the Iron Sea.
Jonny Harris is nog steeds actief binnen de muziekindustrie en schreef en produceerde nummers voor o.a. Foxes, Paloma Faith en Rudimental onder de naam Ghostwriter. Het mede door Jonny geschreven nummer Waiting All Night dat Rudimental samen met Ella Eyre uitbracht behaalde de eerste positie in de UK Singles Chart en won een Brit Award voor beste Britse single in 2014. Ook schreef Jonny mee aan het nummer Lay It All on Me van Rudimental en Ed Sheeran.

## Discografie
Albums
- The World Is Outside (2007)

Singles
- Musical Chairs/Departure Lounge (2007)
- Stay the Night (2007, #25 als hoogste positie in de UK Singles Chart)
- The World is Outside (2007, #35 als hoogste positie in de UK Singles Chart)
- Ghosts (2007)

Downloads
- Tales from Studio Six (2006)
- Stay the Night (Sun Session Version)/Don’t Cha (2007)
- Ghosts: AOL Sessions - EP (2007)
- iTunes Festival: London (2008)